# كييل هينركسن
كييل هينركسن (بالنرويجية البوكمول: Kjell Henriksen)‏ هو فيزيائي وبروفيسور نرويجي، ولد في 1 فبراير 1938 في نورايسا في النرويج، وتوفي في 3 أبريل 1996.